# محوطه چیسک
محوطه چیسک مربوط به دوران‌های تاریخی پس از اسلام است و در شهرستان قزوین، کیلومتر ۳ محور بکندی به حسام آباد واقع شده و این اثر در تاریخ ۱۹ اسفند ۱۳۸۰ با شمارهٔ ثبت ۴۹۸۰ به‌عنوان یکی از آثار ملی ایران به ثبت رسیده است.